# Hersonske, Henicesk
Hersonske (în ucraineană Херсонське) este un sat în comuna Novohrîhorivka din raionul Henicesk, regiunea Herson, Ucraina.

## Demografie
Componența lingvistică a localității Hersonske
     Rusă (60,61%)
     Ucraineană (39,39%)
Conform recensământului din 2001, majoritatea populației localității Hersonske era vorbitoare de rusă (60,61%), existând în minoritate și vorbitori de ucraineană (39,39%).